# Кумундурос, Константинос
Константинос Кумундурос (греч.  Κωνσταντίνος Κουμουνδούρος; 1846, Каламата — 1924, Афины) — греческий генерал и министр второй половины 19-го — начала 20-го веков. Старший сын премьер-министра Греции Александра Кумундуроса и брат политика  Спиридона Кумундуроса (1858—1924).

## Биография
Константинос Кумундурос родился в городе Каламата 20 ноября 1846 года в семье политика Александра Кумундуроса.
Последовал военной карьере, вступив добровольцем в армию в 1867.
Окончил Военное училище эвэлпидов.
В 1878 году, будучи в звании лейтенанта, вышел в отставку, по причине своего выбора мэром городка Андруса. Годом позже, на выборах 1879 года, был избран депутатом от Мессении, после чего был также избран на выборах 1881, 1885, 1887, 1890, 1899, 1902, 1906, 1910, 1912, 1915 и 1920 годов.
В «странную» греко-турецкую войну 1897 года возглавил маленький отряд, который был послан остановить продвижение турецкой армии в Эпире, в узком ущелье Пенте Пигадиа. Здесь отряд Кумундуроса дал тяжёлый бой в ночь с 11 на 12 апреля, отступая в порядке к городу Арте.
В 1890 году в правительстве Теодора Дилиянниса принял пост морского министра (24 октября 1890 — 18 февраля 1892).
В правительстве Георгия Теотокиса и в звании полковника пехоты принял военное министерство (2 апреля — 30 декабря 1899):294.
Будучи военным министром, подготовил устав армии, так называемый «Устав Кумундуроса», но не согласовал его с Генеральным штабом армии, что, согласно историку армии Т. Герозисису, «было аномалией»:248.
В период 30 октября 1908 — 9 мая 1909 года был председателем парламента.
Константинос Кумундурос умер в Афинах в 1924 году.